# Bankoutskottet
Bankoutskottet var ett riksdagsutskott som, från 1672 under ståndsriksdagen och tvåkammariksdagen övervakade Sveriges riksbanks och Riksgäldskontorets agerande. Utskottet hade 1809-1866 36 ledamöter, 1866-1970 16 ledamöter, 8 från vardera kammaren. I samband med tvåkammarriksdagens upplösning avskaffades utskottet. Vid enkammarriksdagens öppnande i januari 1971 övertog Finansutskottet och Näringsutskottet bankoutskottets uppgifter.

## Bankoutskottets ordförande
- Arvid Posse 1856–1857
- Carl Jöran Kock, 1867
- Wilhelm Fredrik Tersmeden, 1867–1868
- Jules von Schwerin, 1869–1875
- Janne Ekman, 1876–82
- Gustaf Åkerhielm, 1883–1889
- Per Samzelius, 1890–1891
- Gustaf Åkerhielm, 1892 (lagtima riksdagen) – 1893
- Robert Themptander, 1894–1896
- Harald Spens 1897–1898
- Filip Boström, 1899–1901
- Erik Gustaf Boström, 1902
- Filip Boström, 1903–1905
- Elof Biesèrt, 1905-06
- John Rettig, 1906–1907
- Werner von Schwerin, 1908–1911
- Isidor von Stapelmohr, 1912
- ? 1913
- Isidor von Stapelmohr, 1914(A) – 1915
- Ernst Hedenstierna, 1916–1919
- Emil Kristensson, 1920–1922
- Bernhard Eriksson, 1923–1926
- Carl Svensson, 1927–1932
- Harald Åkerberg, 1933–1939L
- ? 1939U
- Harald Åkerberg, 1940L
- ? 1940U
- Harald Åkerberg, 1941–1950
- Frans Severin, 1951–1956
- Knut G. Ewerlöf, 1957–1961
- Carl Göran Regnéll, 1962–1970

## Bankoutskottets vice ordförande 1867–1970
- Jacob Georg Agardh, 1870–1872
- Arvid Gumælius, 1873–1877
- Ivar Lyttkens, 1878–1887B
- Per Olof Hörnfeldt, 1888–1890
- Arvid Gumælius, 1891–1892L
- Arvid Gumælius, 1893
- Harald Spens, 1894–1896
- Johan Johansson i Ringshyttan, 1897–1902
- August Henricson, 1903–1908
- Hjalmar Wijk, 1912–1914B
- Theodor Adelswärd, 1915–1917
- Emil Kristensson, 1918–1919
- Nils Winkler, 1929–1932
- Edvin Leffler, 1933–1936
- Björn Frithiofsson Holmgren, 1937–1939L
- Björn Frithiofsson Holmgren, 1940L
- Björn Frithiofsson Holmgren, 1941–1942
- Gustaf Svedman, 1943–1947
- Åke Wiberg, 1948–1949
- Knut Ewerlöf, 1950–1956
- Fritiof Boo, 1957–1959
- Nils Albert Ståhle,  1962 - ?